# Đầu máy JNR lớp C11
JNR lớp C11 (C11形) là một dòng đầu máy hơi nước với cấu hình bố trí bánh xe 2-6-4T được chế tạo bởi Đường sắt Chính phủ Nhật Bản và Đường sắt Quốc gia Nhật Bản từ năm 1932 đến năm 1947. Đã có tổng cộng 381 đầu máy lớp C11 được chế tạo và người thiết kế ra mẫu đầu máy này là Shima Hideo.

## Tổng quan
Đầu máy lớp C11 dựa trên đầu máy lớp C10 với cấu hình bố trí bánh xe 2-6-4T được chế tạo vào năm 1930.

## Hiện vật
52 đầu máy lớp C11 được bảo tồn. Trong số đó có sáu đầu máy vẫn đang hoạt động.

### Đầu máy đang còn hoạt động
- C11 123: Được điều hành bởi Tobu Railway ở tỉnh Tochigi. Hoạt động dưới tên SL Taiju.
- C11 171: Được điều hành bởi JR Hokkaido và được đặt tại Depot Asahikawa[2]
- C11 190: Được điều hành bởi Đường sắt Oigawa ở tỉnh Shizuoka[2]
- C11 207: Được điều hành bởi Đường sắt Tobu ở tỉnh Tochigi. Hoạt động dưới tên SL Taiju.
- C11 227: Được điều hành bởi Đường sắt Oigawa ở tỉnh Shizuoka.[2]
- C11 325: Được điều hành bởi Đường sắt Tobu ở tỉnh Tochigi. Hoạt động dưới tên SL Taiju.

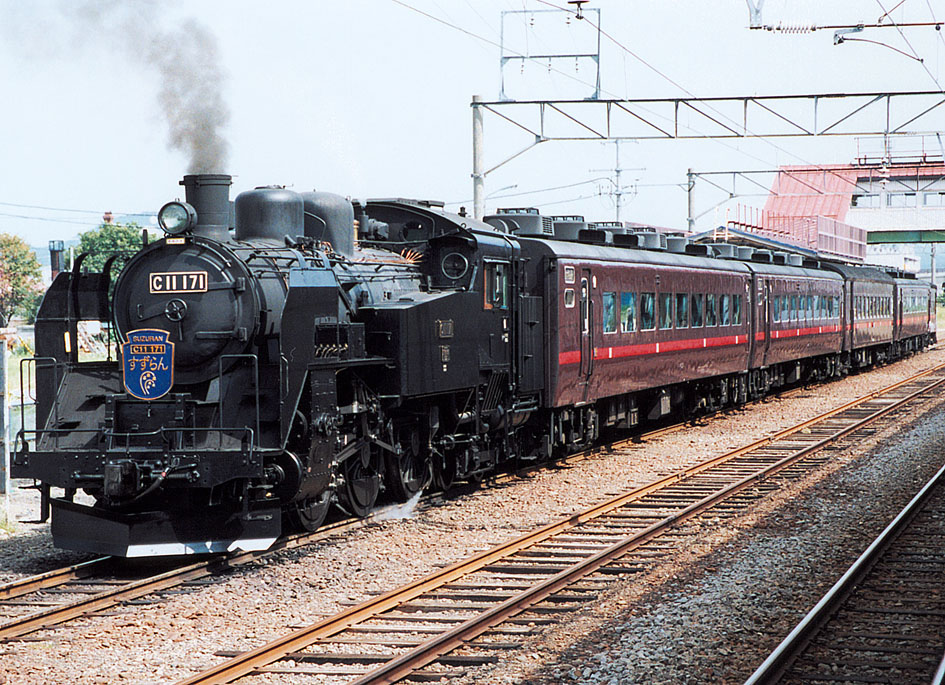
C11 171 vào năm 2002
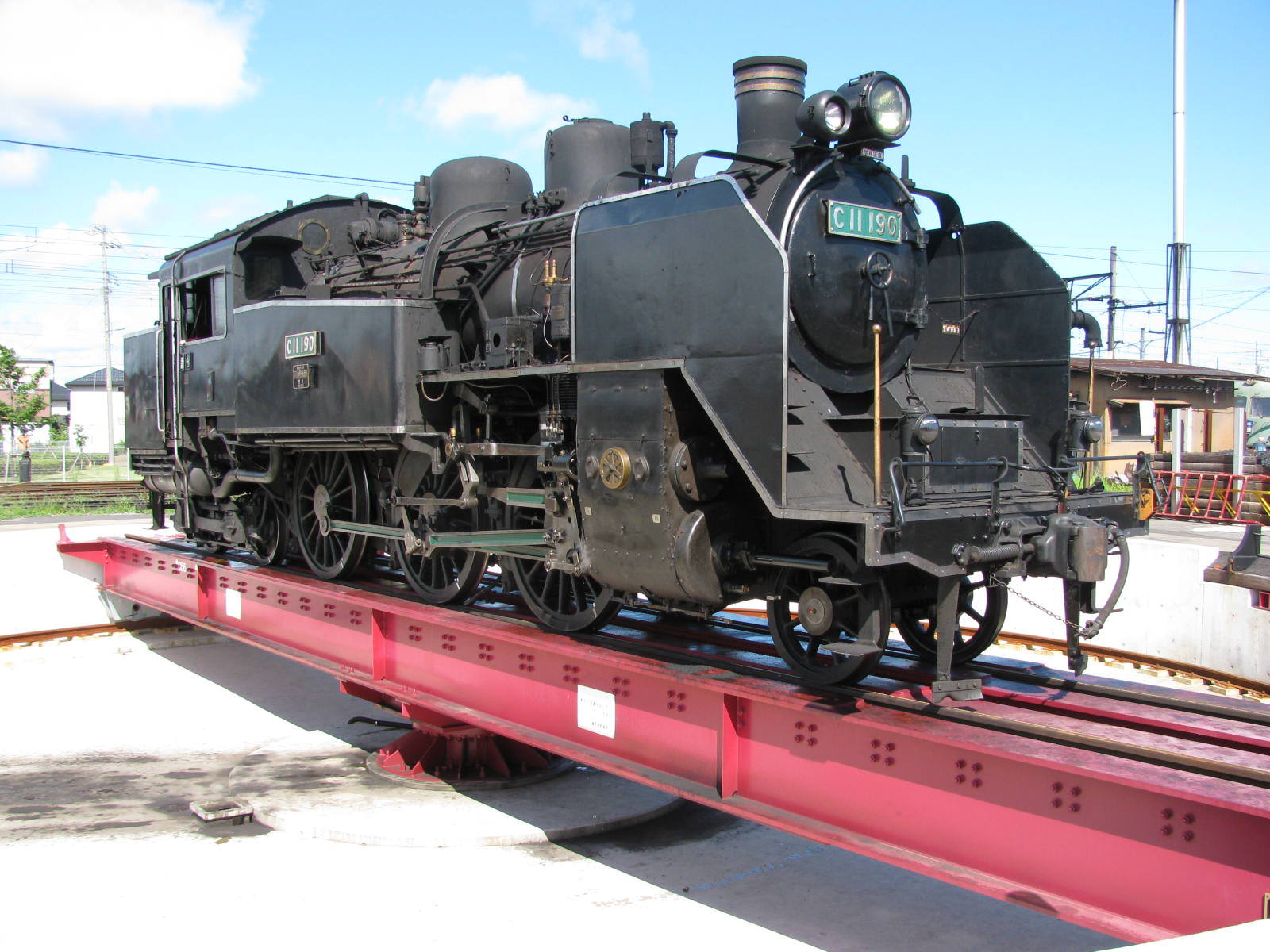
C11 190 vào tháng 8 năm 2012
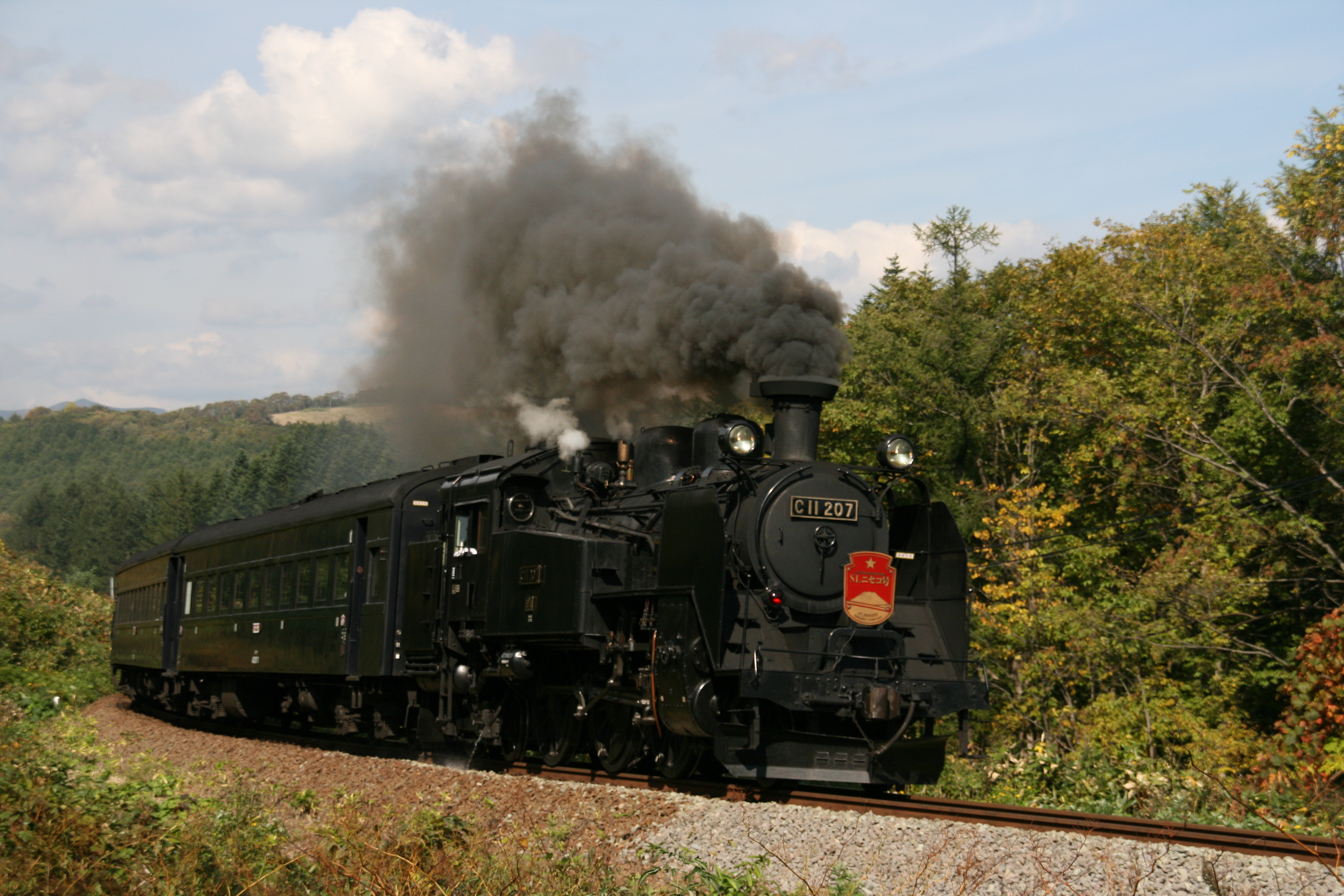
C11 207 vào tháng 10 năm 2007
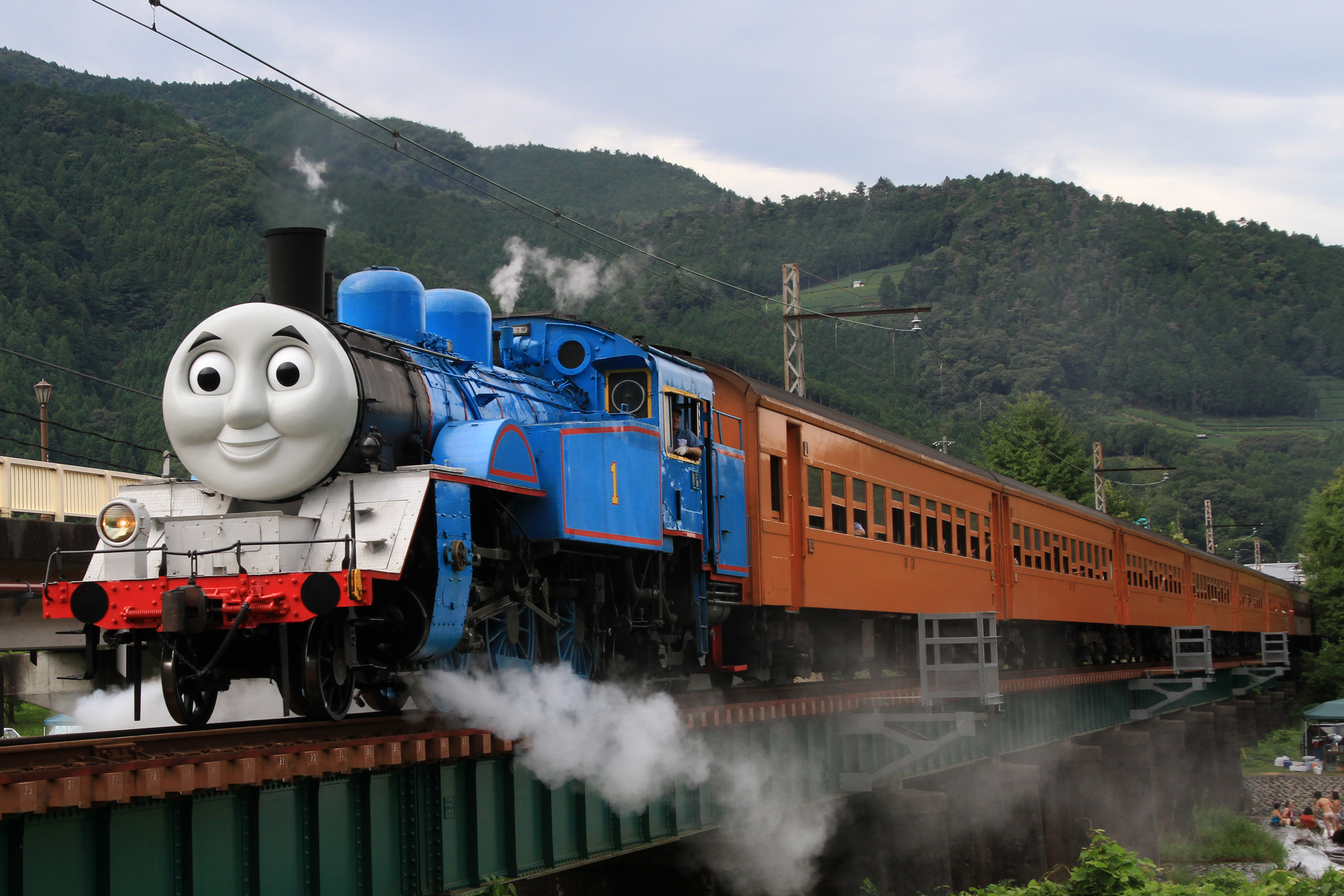
C11 227 được sơn lại cho giống với đầu máy Thomas the Tank Engine trên Đường sắt Oigawa vào tháng 8 năm 2014
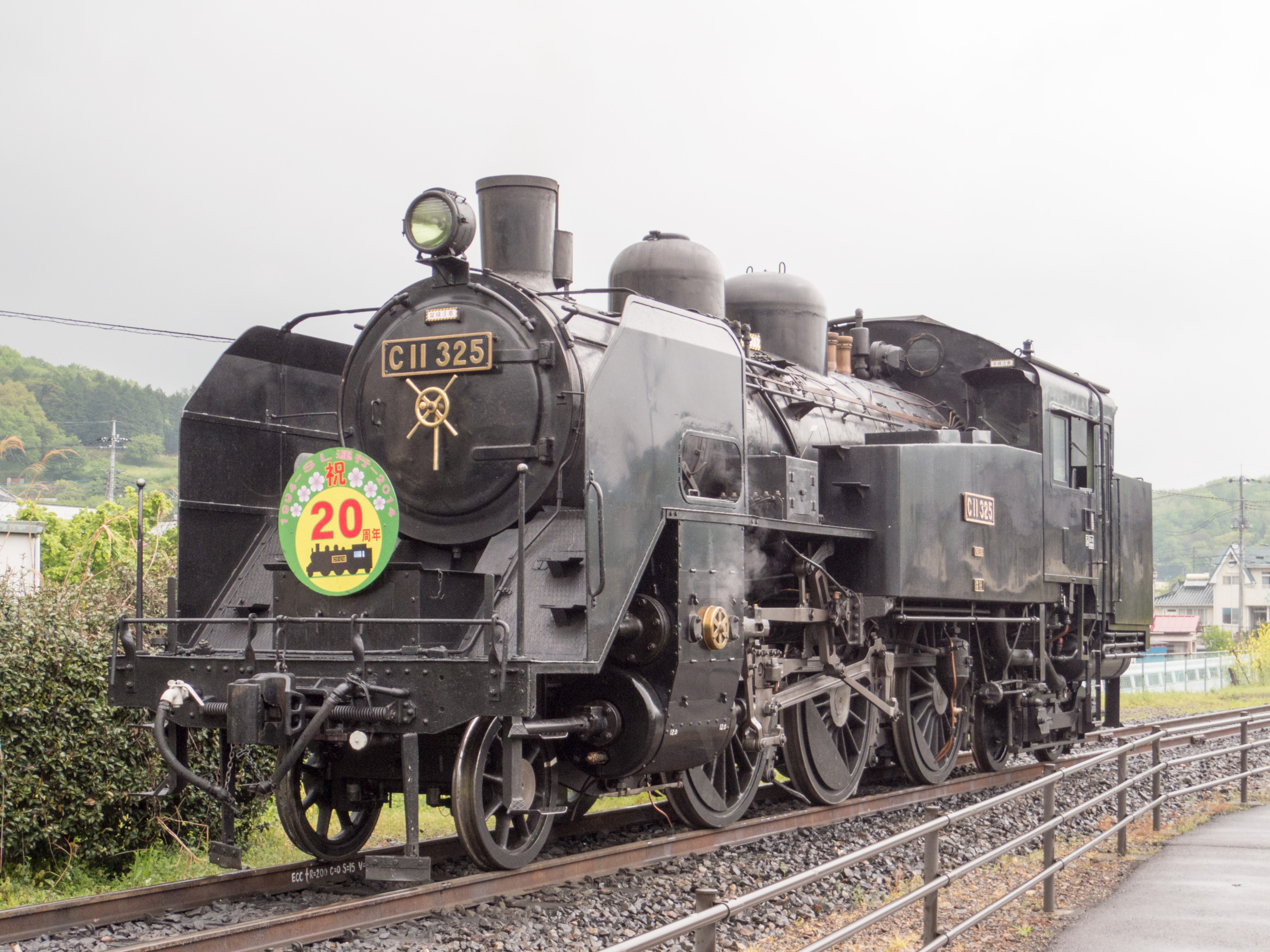
C11 325 vào tháng 5 năm 2014
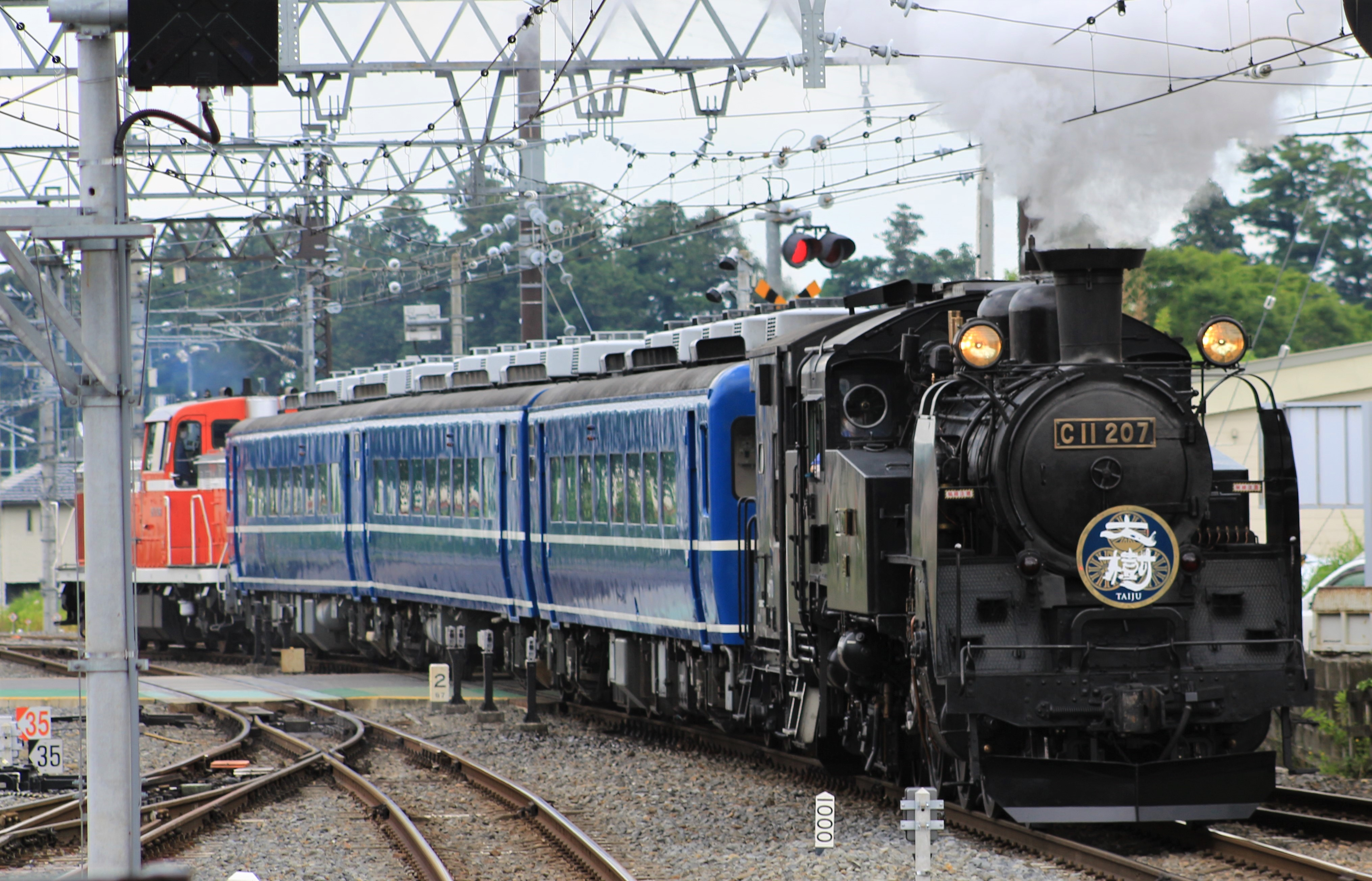
C11 207 vào tháng 6 năm 2020

### Trưng bày
- C11 1: Công viên Đường sắt Ome ở Ome, Tokyo[2]
- C11 40[2]
- C11 46[2]
- C11 61[2]
- C11 63[2]
- C11 64: Bảo tàng Đầu máy Hơi nước Umekoji ở Kyoto[2]
- C11 66[2]
- C11 75[2]
- C11 80[2]
- C11 96[2]
- C11 131[2]
- C11 133[2]
- C11 155[2]
- C11 167[2]
- C11 180[2]
- C11 189[2]
- C11 191[2]
- C11 195[2]
- C11 200[2]
- C11 209[2]
- C11 210[2]
- C11 217[2]
- C11 218[2]
- C11 224[2]
- C11 244[2]
- C11 245[2]
- C11 254[2]
- C11 257[2]
- C11 259[2]
- C11 260[2]
- C11 265[2]
- C11 270[2]
- C11 275[2]
- C11 292: Trưng bày ở phía trước Ga Shimbashi ở Minato, Tokyo. Đầu máy thổi còi vào mỗi buổi trưa, 3 giờ chiều và 5 giờ chiều.
- C11 296[2]
- C11 304[2]
- C11 311[2]
- C11 312: Đường sắt Oigawa ở tỉnh Shizuoka (được sử dụng làm phụ tùng thay thế). Chuyến tàu cuối cùng của đầu máy này diễn ra vào ngày 8 tháng 9 năm 2007.[2]
- C11 322[2]
- C11 324: Bảo tàng Đầu máy Hơi nước Umekoji ở Kyoto (chỉ phần cabin của đầu máy)[2]
- C11 331[2]
- C11 351: Trưng bày trong Depot Sendai General Shinkansen ở Rifu, Miyagi[2]
- C11 367[2]
- C11 368[2]
- C11 372[2]

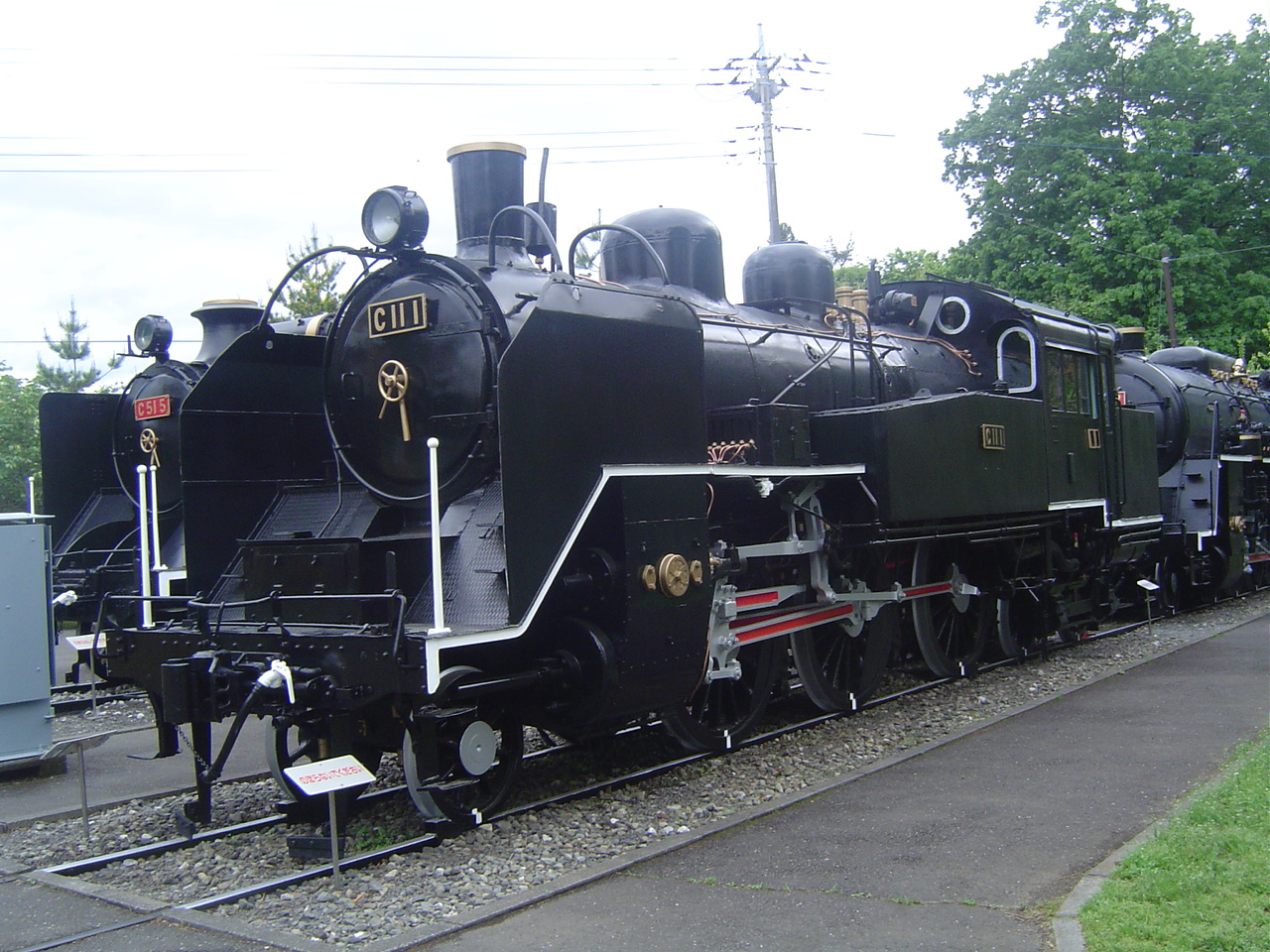
C11 1 tại Công viên Đường sắt Ome vào tháng 5 năm 2006
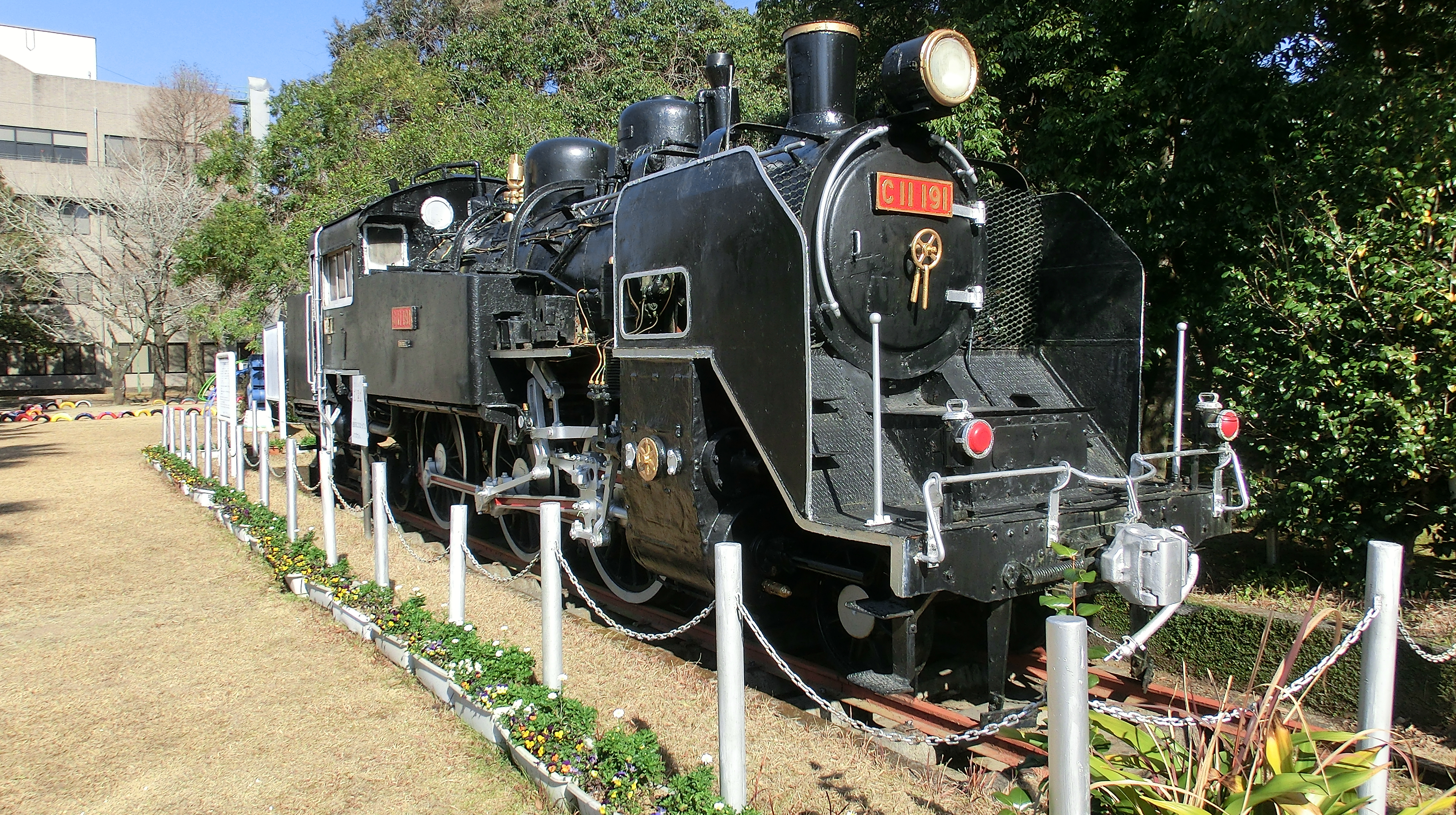
C11 191 vào tháng 1 năm 2015
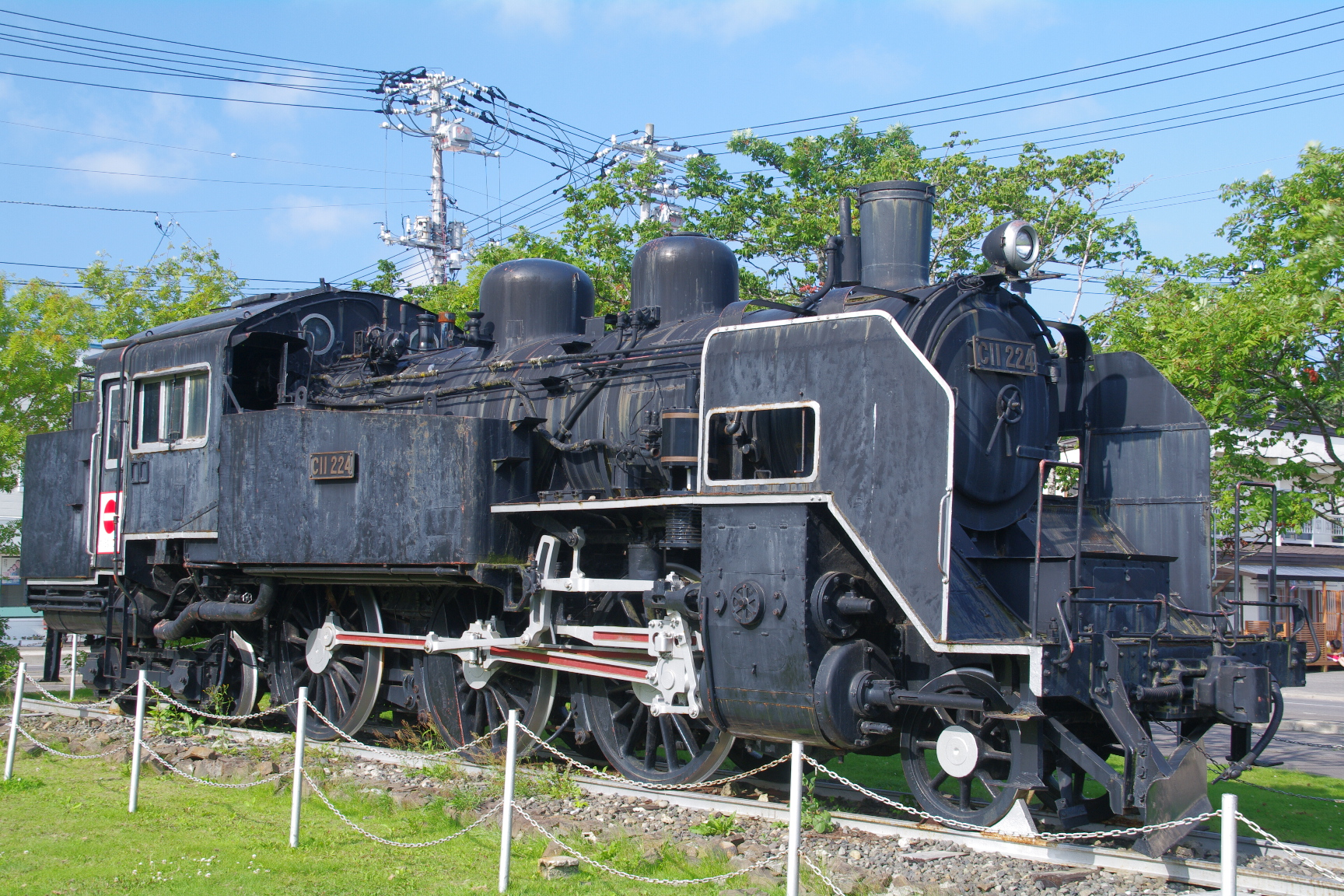
C11 224 vào tháng 8 năm 2009
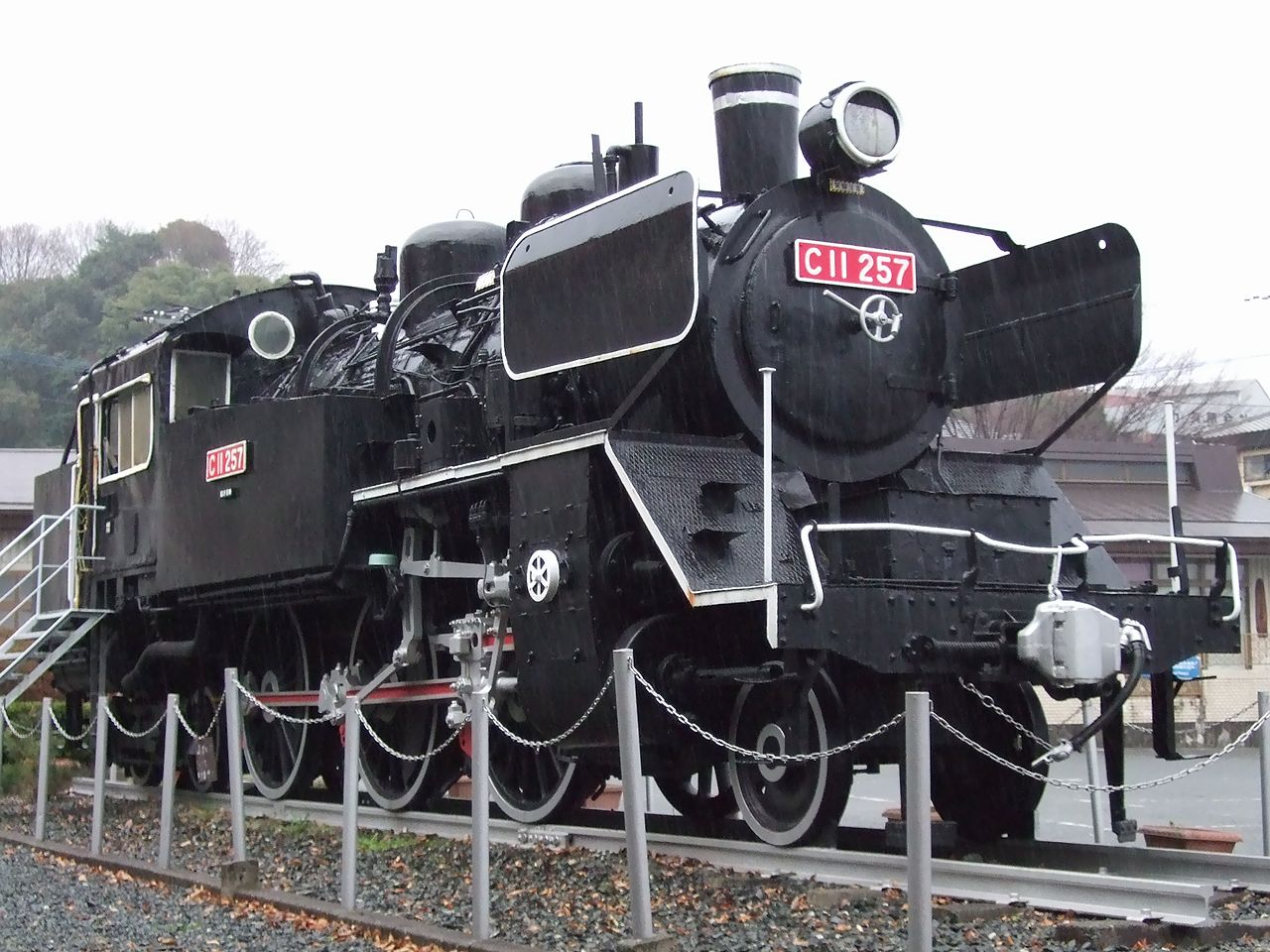
C11 257 vào tháng 1 năm 2009
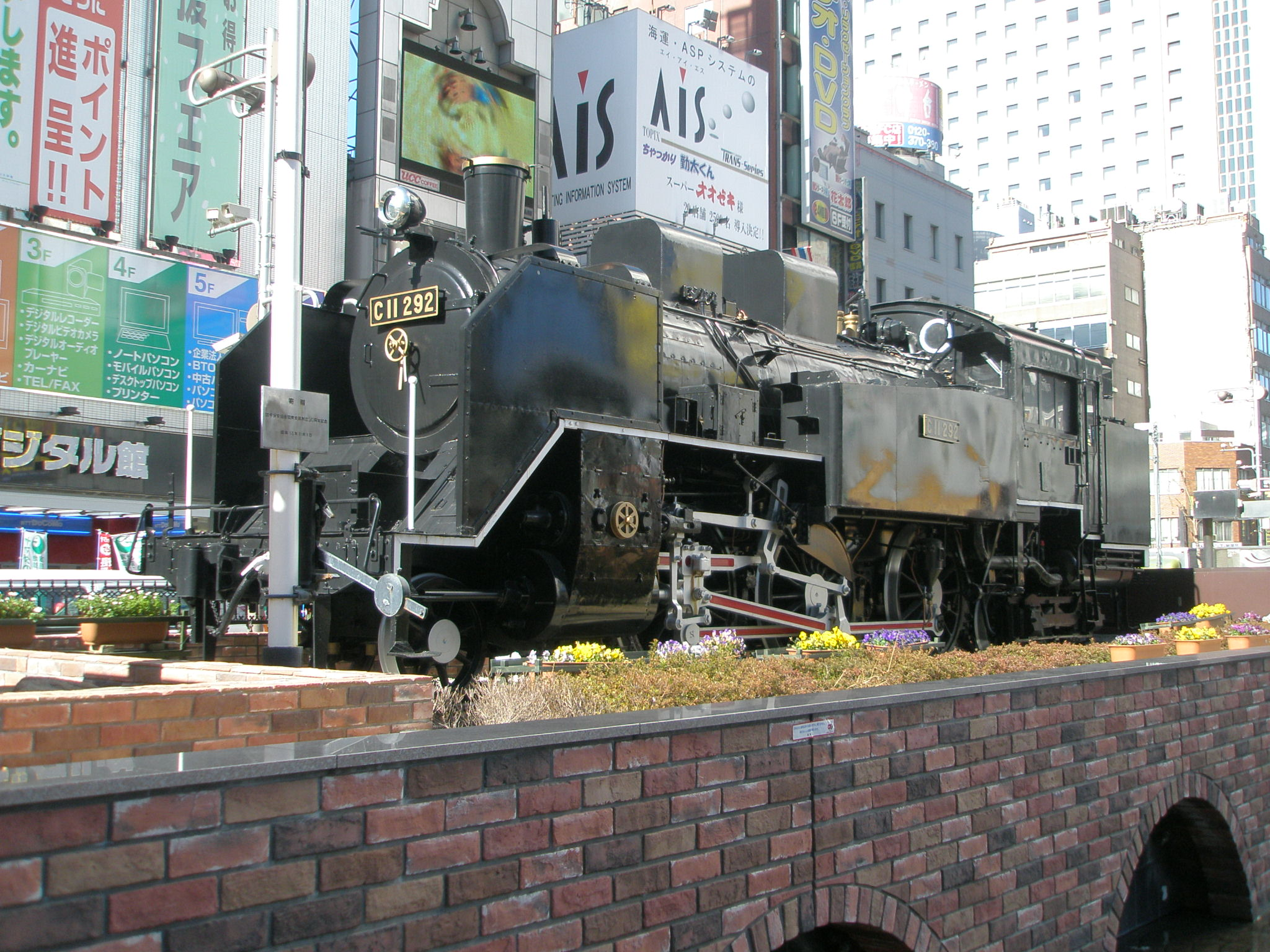
C11 292 vào tháng 2 năm 2008
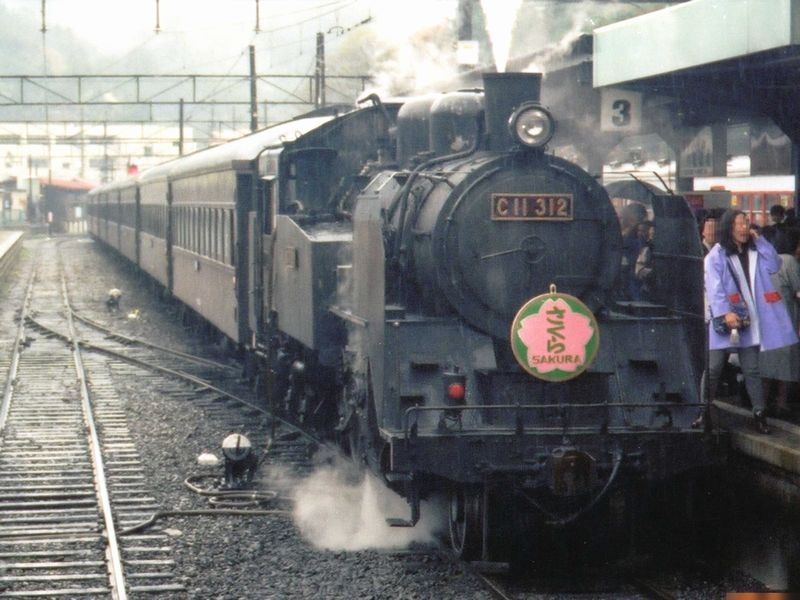
C11 312 khi vẫn đang trong thời gian sử dụng, tháng 4 năm 1997
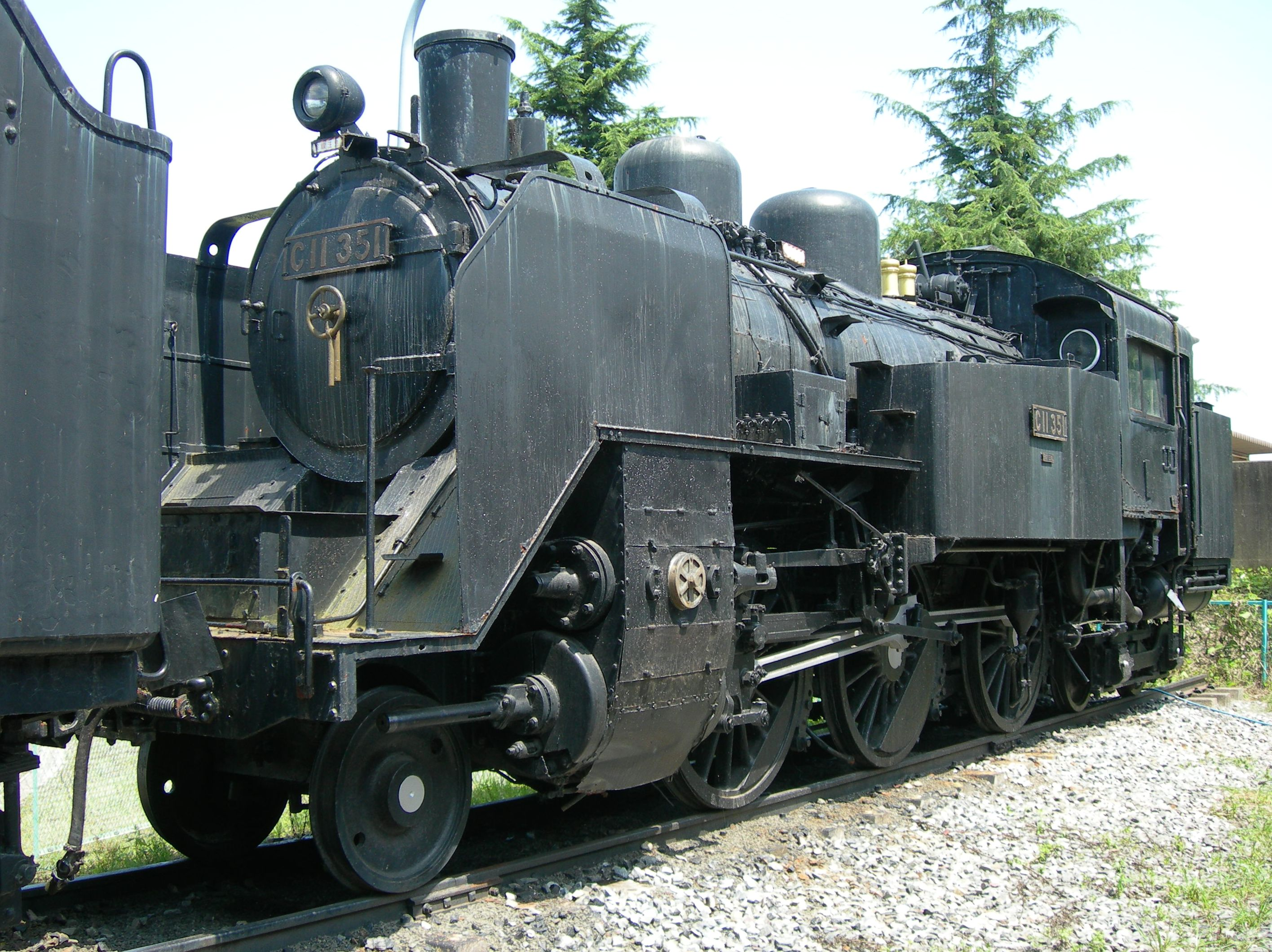
C11 351 vào tháng 7 năm 2009